# Flash (EP)
Flash (deutsch Blitz; Eigenschreibweise: FLASH) ist der zweite Extended Play der japanischen Sängerin Crystal Kay. Das Album wurde am 16. Juni 2010 in Japan veröffentlicht und debütierte in der ersten Woche auf Platz 29 mit 3.197 verkauften Einheiten in den Oricon-Charts in Japan.

## Details zum Album
Angekündigt wurde das Album am 9. Februar 2010, da das Lied Flash auf der offiziellen Webpräsenz von Crystal Kay beschrieben wurde. Das Lied Flash wurde in Werbungen wie Joe Odagiri für die Digitalkamera Canon IXY 10S verwendet. Produziert wurde das Lied von der Produzenten-Gruppe jACK. Das erste Mal zum Download, wurde das Lied am 24. Februar angeboten. Einen Monat später, veröffentlichte man das Lied Victoria auch als Download-Single. Das Lied wurde als Werbelied für das Getränk, Tully’s Coffee’s Barista’s Choice Black, verwendet. Zum Download wurde das Lied anschließend am 19. Mai angeboten.
Am 2. April 2010 wurde das Album dann offiziell auf den 16. Juni 2010 angekündigt. Das Album verfügt auch über einen Michael-Jackson-Tribut, welches Happy heißt und sie zum Teil gecovert und zum Teil umgeschrieben hat. Parallel zur Veröffentlichung, veröffentlichte sie auch am selben Tag ihre erste Konzert Blu-ray Disc / DVD Crystal Kay Live In NHK Hall: 10th Anniversary Tour CK10.
- Katalognummern – Reguläre CD-Version: ESCL-3457;[5] Limitierte CD+DVD-Version: ESCL-3455.[6]

### FlashMusikvideo
Im Mai 2010 gab es Castings, um Tänzer für das Musikvideo zu finden. Unter dem Namen Flash Dancers, wurden aus ca. 500 Teilnehmern, nur 18 Menschen gewählt, die im Musikvideo zu Flash, neben Crystal Kay, tanzen durften. Das Musikvideo wurde von Wateru Takeishi gedreht, er drehte unter anderem Musikvideos für Ayumi Hamasaki. Die Choreografie stammt von Nazuki. Als Gast, tanzte Park Nam-hyun, einer der Tänzer von Rain und der Choreograf von 2PM, mit.

## Titelliste

### CD
| #  | Titel                           | Übersetzung                 | Länge |
| -- | ------------------------------- | --------------------------- | ----- |
| 1. | Intro (Genesis)                 | Intro (Genesis)             | 0:51  |
| 2. | Flash                           | Blitz                       | 3:29  |
| 3. | Victoria                        | Victoria                    | 3:50  |
| 4. | Never Say Goodbye               | Sag niemals Auf Wiedersehen | 3:59  |
| 5. | Happy Cover von Michael Jackson | Glücklich                   | 4:00  |
| 6. | I Pray                          | Ich bete                    | 4:40  |
| 7. | Outro                           | Outro                       | 1:05  |

### DVD
| #  | Titel                                                    | Anmerkung                                                          |
| -- | -------------------------------------------------------- | ------------------------------------------------------------------ |
| 1. | Girlfriend feat. BoA                                     | Live from Crystal Kay Live in NHK Hall: 10th Anniversary Tour CK10 |
| 2. | Crystal Kay Live in NHK Hall: 10th Anniversary Tour CK10 | Trailer                                                            |

## Verkaufszahlen und Charts-Platzierungen

### Charts
| Charts                           | Positionen |
| -------------------------------- | ---------- |
| Billboard Japan Top Albums       | 29         |
| Tägliche Oricon Album-Charts     | 13         |
| Wöchentliche Oricon Album-Charts | 29         |

### Verkäufe
| Charts                           | Erste Woche | Insgesamt | Charts-Aufenthalt |
| -------------------------------- | ----------- | --------- | ----------------- |
| Wöchentliche Oricon Album-Charts | 3.197       | 5.574     | Vier Wochen       |